# Slobodno tržište
Slobodno tržište je po suvremenoj definiciji, tržište bez državne ekonomske intervencije i regulacije, osim za slučaje kada se regulira da bi se spriječile nezakonske radnje.

## Vanjske poveznice
- (engl.) Free Market, autora Murrayja N. Rothbarda